# Neomitranthes glomerata
Neomitranthes glomerata là một loài thực vật có hoa trong Họ Đào kim nương. Loài này được (D.Legrand) Govaerts mô tả khoa học đầu tiên năm 2008.